# Pirdop (gmina)
Pirdop (bułg. Община Пирдоп) – gmina w zachodniej Bułgarii, w obwodzie sofijskim.

## Miejscowości
Lista miejscowości gminy Pirdop:
- Duszanci (bułg.: Душанци),
- Pirdop (bułg.: Пирдоп) − siedziba gminy.